# ベッキー・チェンバーズ

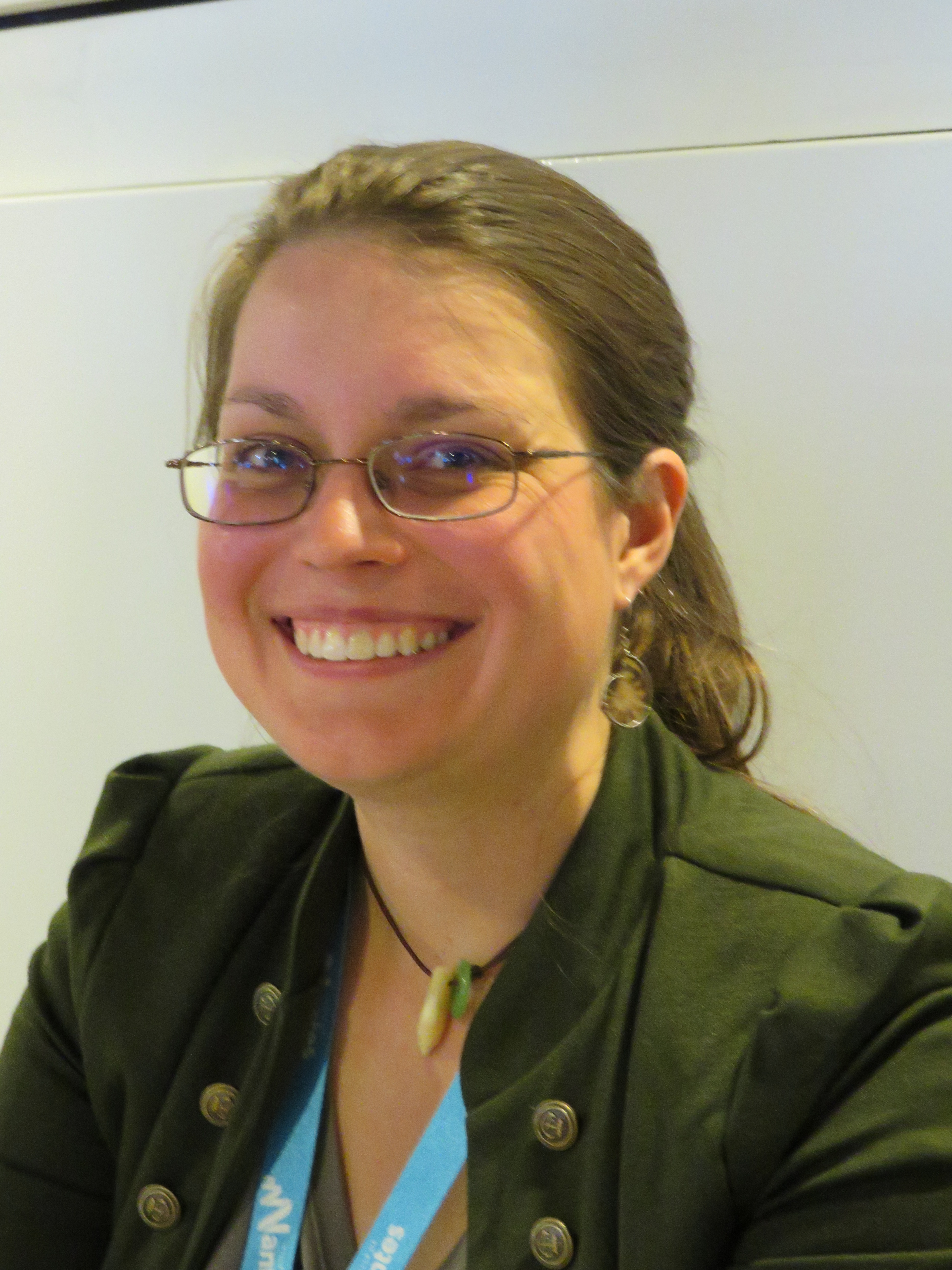

ベッキー・チェンバーズ（Becky Chambers、1985年 - ）は、アメリカのSF作家である。代表作は、2019年のヒューゴー賞 シリーズ部門を受賞した〈ウェイフェアラー〉シリーズ。

## 経歴
劇場経営者・フリーライターとして活動していた2014年、キックスターターで執筆資金を集めた第一長編『銀河核へ』（en:The Long Way to a Small, Angry Planet）を個人出版する。同長編はのちに大幅改稿のうえHodder & Stoughton社から商業出版された。2016年、続編となる長編A Closed and Common Orbitを刊行。2018年、シリーズ第三作となる長編Record of a Spaceborn Fewを刊行。
このシリーズは2019年にヒューゴー賞シリーズ部門を受賞した。

## 人物
1985年南カリフォルニア生まれ、ロサンゼルス郊外で育つ。サンフランシスコ大学で演劇を学んだ。アイスランドとスコットランドに住んだのちカリフォルニアに戻り、現在は妻と一緒に暮らしている。

## 書誌

### 長編
- The Vela,　ユーン・ハ・リー, S. L. Huang], Rivers Solomon と共作 (2019)

#### ウェイフェアラー・シリーズ
- The Long Way to a Small, Angry Planet (2014) - アーサー・C・クラーク賞、キッチーズ賞新人部門候補 ISBN 978-0062444134
  - 『銀河核へ』細美遥子訳、創元SF文庫、2019年
- A Closed and Common Orbit (2016) - 2017年ヒューゴー賞 長編小説部門候補 ISBN 978-0062569400
- Record of a Spaceborn Few (2018) - 2019年ヒューゴー賞 長編小説部門候補 ISBN 978-0062699220
- The Galaxy, and the Ground Within (2021) - 2022年ヒューゴー賞 長編小説部門候補 ISBN 978-0062936035

### 中長編
- To Be Taught, If Fortunate (2019) - ISBN 978-1473697164

#### Monk & Robotシリーズ
- A Psalm for the Wild-Built (2021) 2022年ヒューゴー賞 長編小説部門受賞 ISBN 9781250236210
- A Prayer for the Crown-Shy (2022) 2023年ローカス賞 中長編部門受賞 ISBN 978-1-250-23623-4
  - 上記2作を合本：『ロボットとわたしの不思議な旅』細美遥子訳、創元SF文庫、2024年

### 短編
- "Chrysalis," Jurassic London's Stocking Stuffer, 2014
- "The Deckhand, The Nova Blade, and the Thrice-Sung Texts," Cosmic Powers: The Saga Anthology of Far-Away Galaxies, 2017
- "Last Contact", 2001: An Odyssey in Words, 2018
- "A Good Heretic" (a Wayfarers story), Infinite Stars: Dark Frontiers, 2019
- "The Tomb Ship", Lost Worlds & Mythological Kingdoms, 2022